# Xamiatus bulburin
Espèce
Xamiatus bulburin est une espèce d'araignées mygalomorphes de la famille des Microstigmatidae.

## Distribution
Cette espèce est endémique du Queensland en Australie. Elle se rencontre dans la forêt d'État de Bulburin.

## Description
La carapace du mâle holotype mesure 13,22 mm de long sur 12,30 mm et l'abdomen 15,05 mm de long sur 8,40 mm.

## Étymologie
Son nom d'espèce lui a été donné en référence au lieu de sa découverte, la forêt d'État de Bulburin.

## Publication originale
- Raven, 1981 : A review of the Australian genera of the mygalomorph spider subfamily Diplurinae (Dipluridae : Chelicerata). Australian Journal of Zoology, vol. 29, no 3, p. 321-363.